# 小室達

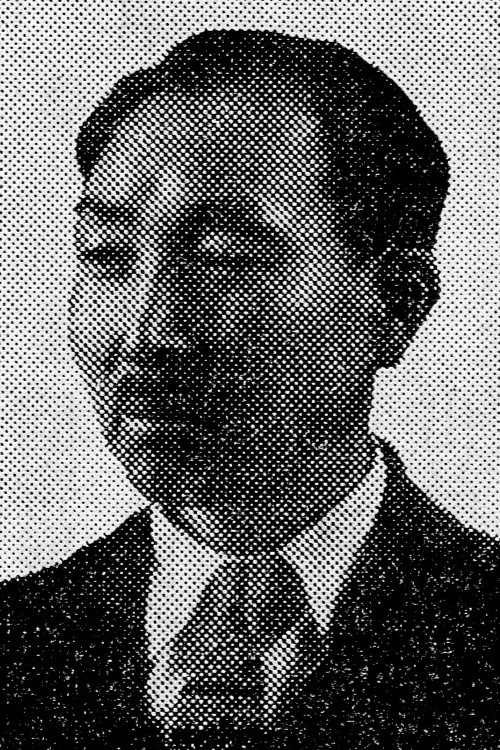
小室達

小室 達（こむろ とおる、1899年〈明治32年〉8月10日 - 1953年〈昭和28年〉6月18日）は、日本の彫刻家。

## 来歴

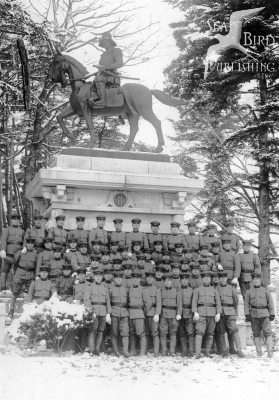
小室達作（初代）伊達政宗騎馬像（仙台城本丸、1940年5月撮影）

1899年（明治32年）8月10日、宮城県柴田郡槻木村大字入間田（現・柴田町）に、小室源吾（後の槻木町長）の三男として生まれた。
1919年（大正8年）、（旧制）白石中学校（現・宮城県白石高等学校）を卒業すると、東京美術学校（現・東京芸術大学）彫刻科塑造部に進学した。その後、同校を首席で卒業し、研究科に進んだ。
第4回帝展（帝国美術院展覧会、現日展）に「想」を初出品すると、第5回帝展からは無鑑査となり、27歳ながら日本美術界での地位を確立した。第6回の帝展には「構想」を出品し、特選となった。
1935年（昭和10年）の伊達政宗300年祭を前に騎馬像制作の依頼を受ける（後述）。この頃は杉並区永福町に自宅を構えていた。ブロンズ像の鋳造は荒川区の業者に発注、トラクターを使用して4日がかりで仙台まで運び込んだ際には小室も同行した。
1953年（昭和28年）6月18日、肺結核のため53歳で逝去。

## 伊達政宗騎馬像

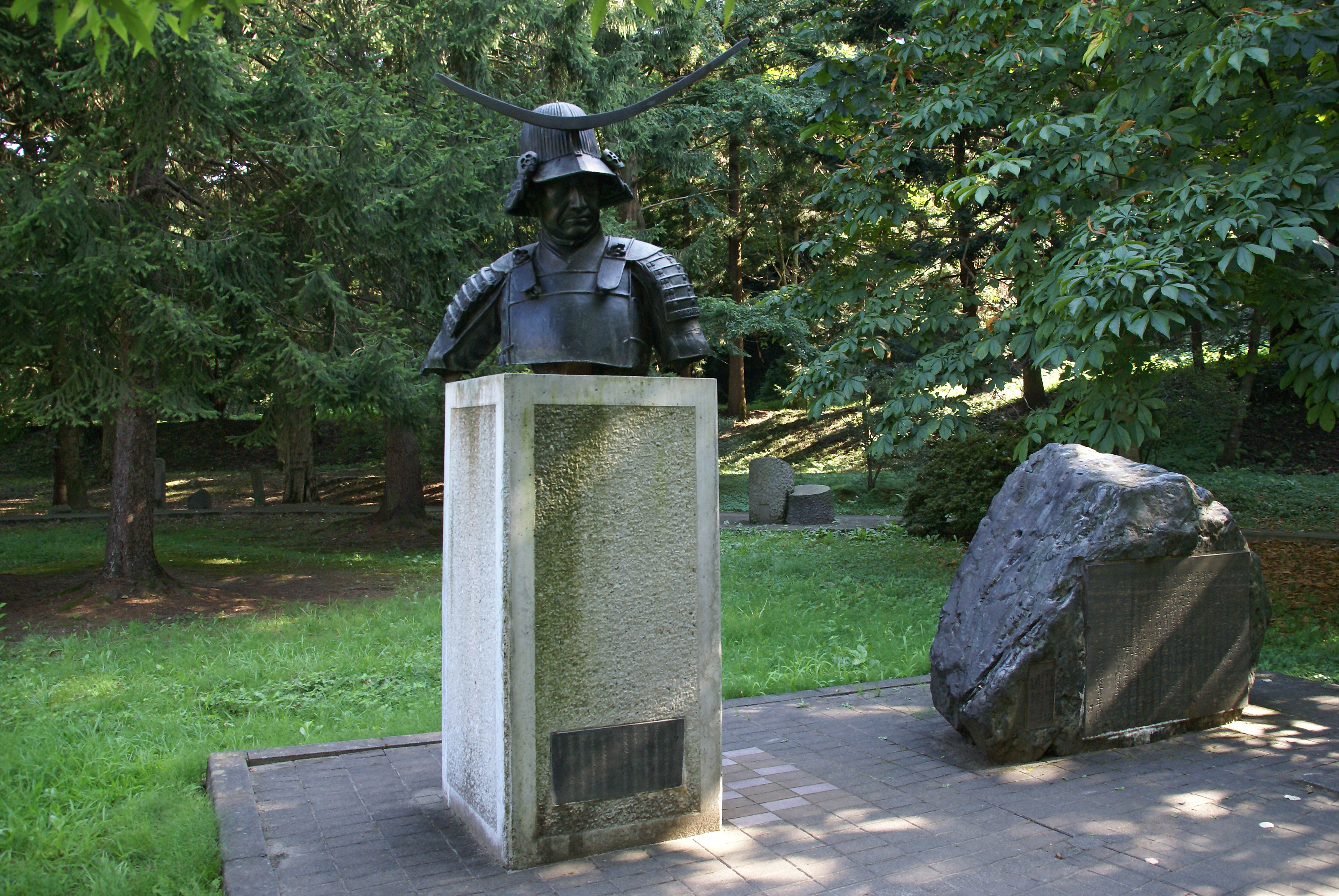
金属供出から逃れた部分で胸像化された小室達作（初代）伊達政宗騎馬像（仙台城三の丸、2007年8月撮影）。

1933年（昭和8年）11月26日、「伊達政宗公三百年祭協賛会」が第30代内閣総理大臣・斎藤実（旧仙台藩・水沢伊達家の家臣の三男）を総裁として宮城県および仙台市の連合で結成された。同年、小室は宮城県青年団から政宗の銅像制作を依頼され、1601年（慶長6年）4月に仙台藩祖・伊達政宗が仙台城（青葉城）に入城した姿を写した「伊達政宗騎馬像」（伊達政宗卿像）の制作を開始した。政宗の300回忌にあたる1935年（昭和10年）5月24日を中心に、5月20日から26日まで仙台市を中心に宮城県内各地で記念事業が開催されたが、このとき「伊達政宗騎馬像」も仙台城本丸に建立された。
アジア・太平洋戦争下で日本が物資不足に陥ると、国家総動員法（1941年8月30日公布、同年9月1日施行）にもとづく金属類回収令により1944年（昭和19年）1月に供出され、仙台城から同像は姿を消した。

柳原義達作「伊達政宗公平和像」（岩出山城、2010年10月撮影）

1950年代初頭に小野田セメントが仙台市公会堂および仙台市レジャーセンターの装飾を担当したが、同社の斡旋で柳原義達制作の平服姿の政宗のセメント立像（「伊達政宗公平和像」と呼ばれる）が1953年（昭和28年）に仙台城に建立された。

小室達作（第2代）伊達政宗騎馬像（仙台城本丸、2004年10月撮影）

高度経済成長期になると騎馬像の復元要望が市民から上がったため、小室の地元である柴田町槻木庁舎と槻木小学校に梱包され分散保存されていた石膏原型を用いて復元されることになった。1964年（昭和39年）3月5日午前10時、石膏原型は柴田町から仙台市観光協会に引き渡された。その後、東京にある鋳造工場に運ばれ、銅像に復元された。東京オリンピック開会式の前日にあたる同年10月9日の午前11時より復元除幕式が行われ、（第2代）「伊達政宗騎馬像」が仙台城に再建された。一方、仙台城に設置されていた「伊達政宗公平和像」は同年、政宗が仙台城に移る前に居城としていた岩出山城（現・宮城県大崎市岩出山）に移設された。
「伊達政宗騎馬像」は現在、石膏像が竹駒神社馬事博物館（宮城県岩沼市、北緯38度6分17.3秒 東経140度51分50秒）に、初代の金属供出されなかった部分を用いた胸像が仙臺緑彩館に、復元された第2代が仙台城本丸（北緯38度15分11.7秒 東経140度51分24.3秒 / 北緯38.253250度 東経140.856750度）に、各々設置されている。
初代騎馬像（戦後胸像化）
1935年に仙台城跡に建立された。戦時中には金属供出の対象となったが、戦後になり郷土史家が塩釜市内で胸から上の部分を回収して胸像となった。
1986年（昭和41年）から2023年（令和5年）4月まで仙台市博物館中庭（仙台城三の丸）に伊達政宗の胸像が設置されていた。2021年2月の福島県沖地震では兜の前立てが折れるなど損傷を受けた。
2023年4月に青葉山公園整備事業の一環で仙臺緑彩館に移転した（2023年4月26日から公開）。
2代目騎馬像
1998年（平成10年）3月から始まった本丸北壁石垣修復に伴い、同年5月に（第2代）「伊達政宗騎馬像」を南側に約20m移設した。
第2代騎馬像は、2022年（令和4年）3月16日午後11時36分頃に発生した福島県沖地震（M7.4）により馬の足根に亀裂が入り、右側に傾いたため、周辺への立入禁止措置が執られていた。2022年7月から東京で修復され、2023年3月31日に修復を終えた騎馬像の帰還を祝う仙台市主催の式典が開催された。